# 成君寺
成君寺（じょうくんじ）は、山口県岩国市本郷町にある臨済宗南禅寺派の寺院。山号は宇塚山。本尊は地蔵菩薩と千手観音菩薩だが、昭和初期に何れも火災で焼失している。なお、本堂も消失しており、現在は仮本堂が建っている。
境内は標高673mの成君寺山の八合目付近にある。山頂には成君寺城跡がある。

## 由緒
山代最古の名刹である。寺の説明では500年の歴史とされている。

## 文化財
仁王門および仁王像が残る。また境内に山代慶長一揆で斬首された十一庄屋の頌徳碑が建つ。

## 所在地
- 山口県岩国市本郷町宇塚